# Ex on the Beach
Ex on the Beach (Brasil: De Férias com o Ex ) é um reality show transmitido pela MTV. O reality foi anunciado pela primeira vez em fevereiro de 2014, e estreou em 22 de abril do mesmo ano. O programa conta com oito solteiros desfrutando o verão juntos em um paraíso à procura de amor. No entanto, eles se juntaram a seus exs para agitar as coisas. Cada ex está lá por vingança ou para reacender o amor.

## Temporadas
| Ano  | Temporada      | Local Predominante  | Número de episódios | Média de espectadores da MTV |
| ---- | -------------- | ------------------- | ------------------- | ---------------------------- |
| 2014 | 1.ª temporada  | Marbella, Espanha   | 8                   | 764,000                      |
| 2015 | 2.ª temporada  | Marbella, Espanha   | 8                   | 712,000                      |
| 2015 | 3.ª temporada  | Cancún, México      | 10                  | 777,000                      |
| 2016 | 4.ª temporada  | Algarve, Portugal   | 8                   | 896,000                      |
| 2016 | 5.ª temporada  | Ko Samui, Tailândia | 10                  | 800,000                      |
| 2017 | 6.ª temporada  | Creta, Grécia       | 10                  | 805,000                      |
| 2017 | 7.ª temporada  | Bali, Indonésia     | 10                  | 525,000                      |
| 2018 | 8.ª temporada  | Marbella, Espanha   | 10                  | 484,000                      |
| 2018 | 9.ª temporada  | Cancún, México      | 12                  | 257,400                      |
| 2019 | 10.ª temporada | Cancelado           | Cancelado           | Cancelado                    |
| 2020 | 11.ª temporada | Marbella, Espanha   | 12                  | TBA                          |

### 1.ª temporada (2014)
A primeira temporada do reality foi anunciada em fevereiro de 2014, e estreou na MTV no dia 22 de abril de 2014. A temporada teve oito episódios e foi concluída em 10 de junho de 2014. A lista oficial com os nomes dos participantes foi lançada em 13 de Março de 2014 e incluía quatro homens: Ashley Caim, Jack Lomax, Liam Lewis e Marco Alexandre; bem como quatro mulheres; Chloe Goodman, Emily Gillard, Farah Sattaur e Vicky Pattison. Foi anunciado que a estrela de Geordie Shore, Vicky Pattison, participaria do programa; ela vem acompanhada pelo seu ex-noivo e estrela de Geordie Shore, Ricci Guarnaccio, e pelo australiano Dan Conn, que
fez uma breve passagem na sexta temporada da Geordie Shore. Em 7 de janeiro de 2015, a participante Chloe Goodman, entrou no Celebrity Big Brother para competir na décima quinta temporada. No entanto, foi a primeira eliminada. Ashley retorna à praia na segunda temporada como um ex, enquanto Vicky voltou na terceira temporada. Liam e Chloe voltaram novamente na quinta temporada, enquanto Ashley e Joss fizeram aparições como ex. Ross retorna à praia durante a sexta temporada.

### 2.ª temporada (2015)
A segunda temporada estreou em 27 de janeiro de 2015, e foi ao ar até dia 17 de março de 2015, totalizando oito episódios semanais. A temporada foi confirmada em 23 de julho de 2014 quando foi anunciado que as filmagens começariam em breve. A lista com os oito participantes originais foi revelada pela emissora em 6 de janeiro de 2015. Sendo quatro homens; Connor Hunter, Luke Goodfellow, Morgan Evans and Rogan O'Connor, e quatro mulheres; Anita Kaushik, Kayleigh Morris, Loren Green and Melissa Reeves. Também foi anunciado que as estrelas de Geordie Shore Charlotte Crosby e Gary Beadle estariam no reality. Antes da estreia, foi confirmado que o participante da primeira temporada, Ashley Cain, retornaria como um ex. Rogan, mais tarde voltou para a terceira temporada, enquanto Jess e Gary voltaram como participantes originais da 5ª, junto com Kayleigh e Melissa que retornaram como ex.

### 3.ª temporada (2015)
A terceira temporada estreou em 11 de agosto de 2015. A lista oficial com os oito participantes originais foi revelada em 14 de julho de 2015. Sendo quatro homens: Graham Griffiths, Jayden Robins, Kirk Norcross e Stephen Bear, e quatro mulheres: Amy Paige Cooke, Laura Alicia Summers, Megan McKenna e Megan Rees.  Esta temporada foi filmada em Cancún, no México, tornando esta a primeira a ser filmada fora da Europa.

### 4.ª temporada (2016)
A quarta temporada estreou em 19 de janeiro de 2016. Esta temporada foi filmada em Algarve, Portugal. A lista oficial com os oito participantes originais foi revelada em 15 de dezembro de 2015. Contando com quatro homens: Joe Delaney, Lewis Good, Youssef Hassane e a estrela de Geordie Shore Scotty T, e quatro mulheres: Helen Briggs, Nancy-May Turner, Naomi Hedman e Olivia Walsh. Megan McKenna e Jordan Davies, retornam à série como ex, tendo aparecido na temporada anterior. Olivia, mais tarde voltou para a praia, durante a quinta temporada, enquanto Kieran Lee participou da oitava temporada do Big Brother, sendo eliminado na última semana.

### 5.ª temporada (2016)
A quinta temporada estreou em 16 de agosto de 2016. As filmagens para esta temporada foram realizadas em Ko Samui, na Tailândia. A temporada foi confirmada em 8 de março de 2016 após o final da quarta. Também foi anunciado que alguns ex-participantes retornariam com "negócios inacabados". A lista oficial com os participantes originais foi revelada em 5 de julho de 2016. Contando com quatro homens e quatro mulheres de temporadas passadas. Da primeira retornam Chloe Goodman e Liam Lewis. A estrela de Geordie Shore Gary Beadle e Jess Impiazzi retornam tendo aparecido na segunda temporada, enquanto Jemma Lucy, Jordan Davies e Stephen Bear retornam da terceira. Finalmente, Olivia Walsh volta da quarta temporada.

### 6.ª temporada (2017)
A sexta temporada estreou em 17 de janeiro de 2017. As filmagens para esta temporada ocorreram em Creta, na Grécia. Esta temporada foi confirmada em 2 de novembro de 2016. A lista oficial com os participantes originais foi revelada em 13 de dezembro de 2016. E nela incluía quatro homens: Alex Leslie, Josh Ritchie, Ross Worsick e Sean Pratt, e também quatro mulheres: Harriette Harper, Maisie Gillespie, Zahida Allen e ZaraLena Jackson. Ross já havia participado na primeira temporada. Com o anúncio foi confirmado que a estrela de Geordie Shore Aaron Chalmers chegaria à praia como ex.

### 7.ª temporada (2017)
A sétima temporada estreou em 20 de junho de 2017. A temporada foi confirmada em 26 de janeiro de 2017. As filmagens aconteceram em Bali, Indonésia. A lista oficial com os participantes originais foi revelada em 23 de maio de 2017. E nela incluía quatro homens: Dean Ralph, Jordan Wright, Max Morley e a estrela de Geordie Shore Marty McKenna que retorna da terceira temporada, e também quatro mulheres: Che McSorley, Fatima Rull, Nicole Dutt e Savannah Kemplay. Josh Ritchie  que havia participado da temporada anterior retorna desta vez como um ex.

### 8.ª temporada (2018)
A oitava temporada estreou em 20 de março de 2018 e foi filmada na Espanha. A série foi confirmada em agosto de 2017. O elenco para esta série foi revelado em 20 de fevereiro de 2018 e inclui a estrela de Geordie Shore, Marnie Simpson, além do participante do The X Factor, e Stereo Kicks e o cantor da Union J Casey Johnson, e a ex-estrela do Ibiza Weekender Laura Louise.

### 9.ª temporada (2018)
A nona temporada teve início em 15 de agosto de 2018 e foi concluída em 31 de outubro de 2018, após doze episódios, tornando a série mais longa até o momento. A série foi confirmada no final do oitavo episódio final de maio de 2018. Os membros do elenco foram confirmados em 23 de julho de 2018 e apresentam a ex-integrante do elenco do Made in Chelsea Daisy Robins, bem como a estrela de The Valleys Natalee Harris. Jack Delvin, que apareceu anteriormente na sexta série, voltou a esta série mais uma vez, desta vez como outro ex. A série foi filmada em Tulum, México.

### 10.ª temporada (2019)
A décima temporada estava programada para estrear na primavera de 2019, mas a transmissão foi cancelada após a morte de Mike Thalassitis, um membro do elenco que apareceu na série. Nenhum dos outros membros do elenco da décima temporada foi anunciado.

### 11.ª temporada (2020)
A décima primeira temporada, anunciada como Celebrity Ex on the Beach, começou a ser exibida em 21 de janeiro de 2020. O elenco inclui a atleta olímpica Ashley McKenzie, a personalidade da televisão Calum Best, a estrela de The Only Way Is Essex, Joey Essex, e as estrelas de Love Island, Michael Griffiths e Georgia Harrison, Estrela de The Valleys Lateysha Grace, modelo de playboy Lorena Medina e estrela de Mob Wives, Marissa Jade.

## Outras aparições
Além de aparecer no Ex on the Beach, alguns dos participantes passaram a competir em outros reality shows, incluindo Celebrity Big Brother e Big Brother.
- Celebrity Big Brother
  - Chloe Goodman – 15ª Temporada (2015) – Eliminada
  - Megan McKenna – 17ª Temporada (2016) – Eliminada
  - Stephen Bear – 18ª Temporada (2016) – Vencedor
  - Jemma Lucy – 20ª Temporada (2017) – 6ª Colocada
  - Jordan Davies – 20ª Temporada (2017) – Eliminado
  - Jess Impiazzi – 21ª Temporada (2018) – 4ª Colocada

- Big Brother
  - Chanelle McCleary - 18ª Temporada (2017) – Eliminada
  - Kayleigh Morris – 18ª Temporada (2017) – Expulsa
  - Kieran Lee – 18ª Temporada (2017) – Eliminado

- The Challenge
  - Joss Mooney – The Challenge: Vendettas (2018) – Eliminado (Episódio 8)
  - Kayleigh Morris – Vendettas (2018) – Desistiu (Episódio 10)
  - Melissa Reeves – Vendettas (2018) – Eliminada (Episódio 5)
  - Rogan O'Connor – Vendettas (2018) – Eliminado (Episódio 1)

## Versões internacionais
| País                    | Título local                   | Emissora       | Estreia                | Ref.   |
| ----------------------- | ------------------------------ | -------------- | ---------------------- | ------ |
| Alemanha                | Ex on the Beach                | TVNow          | 1 de setembro de 2020  |        |
| Brasil                  | De Férias com o Ex             | MTV            | 13 de outubro de 2016  | [ 28 ] |
| Brasil                  | De Férias com o Ex: Caribe     | MTV            | 13 de janeiro de 2022  | [ 29 ] |
| Brasil                  | De Férias com o Ex Diretoria   | MTV            | 6 de junho de 2024     | [ 30 ] |
| Dinamarca               | Ex on the Beach                | Kanal 4        | 20 de agosto de 2018   | [ 31 ] |
| Estados Unidos          | Ex on the Beach                | MTV            | 19 de abril de 2018    | [ 32 ] |
| Finlândia               | Exiä rannalla                  | Sub            | 7 de setembro de 2016  | [ 33 ] |
| Finlândia               | Ex on the Beach Suomi          | Dplay          | 3 de março de 2020     | [ 34 ] |
| França                  | La Revanche des ex             | NRJ 12         | 22 de agosto de 2016   | [ 35 ] |
| França                  | Ex on the Beach France         | MTV/Paramount+ | 2024                   |        |
| Países Baixos · Bélgica | Ex on the Beach: Double Dutch! | MTV Holanda    | 28 de agosto de 2016   | [ 36 ] |
| Hungria                 | Exek az Édenben                | Viasat 3       | 18 de abril de 2017    | [ 37 ] |
| Itália                  | Ex on the Beach                | MTV            | 26 de setembro de 2018 | [ 38 ] |
| México                  | La Venganza de los Ex          | MTV            | 21 de Agosto de 2018   | [ 39 ] |
| Noruega                 | Ex on the Beach                | TVNorge        | Agosto de 2018         | [ 40 ] |
| Polónia                 | Ex na Plaży                    | MTV            | 7 de novembro de 2016  | [ 41 ] |
| Rússia                  | Экс на пляже                   | Friday!        | 7 de novembro de 2016  | [ 42 ] |
| Suécia                  | Ex on the Beach                | Kanal 5        | 6 de abril de 2015     | [ 43 ] |